# Liste des itinéraires de randonnée du Loiret

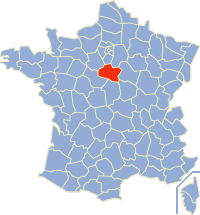
Le département du Loiret (en rouge) sur une carte de France

La liste des itinéraires de randonnées du Loiret présente les principaux sentiers de randonnée traversant le territoire du département français du Loiret (région Centre-Val de Loire).
Parmi les sentiers présents sur le territoire du département, 7 sont de type grande randonnée (GR), 2 de type grande randonnée de pays (GRP) et plus d'une centaine de type promenade et randonnée (PR).

## Liste
| Sentier                                  | Type | Longueur (km) | Connexions                                                    | Communes traversées dans le Loiret |
| ---------------------------------------- | ---- | ------------- | ------------------------------------------------------------- | --- |
| GR3                                      | GR   | 170           | GR655 Est, Sentier historique de la vallée des rois           | Tavers, Beaugency, Baule, Meung-sur-Loire, Saint-Ay, Chaingy, La Chapelle-Saint-Mesmin, Saint-Jean-de-la-Ruelle, Orléans, Saint-Jean-de-Braye, Combleux, Chécy, Mardié / Bou, Saint-Denis-de-l'Hôtel, Châteauneuf-sur-Loire, Germigny-des-Prés, Saint-Benoit-sur-Loire, Saint-Père-sur-Loire, Ouzouer-sur-Loire, Dampierre-en-Burly |
| GR3B                                     | GR   | 110           | GR32-655 Est, GRP Gâtinais, GR3                               | Semoy, Chanteau, Rebréchien, Loury, Sully-la-Chapelle, Ingrannes (liaison avec le GR32-655 Est), Nibelle, Seichebrières, Combreux, Sury-aux-Bois, Saint-Martin-d'Abbat, Châtenoy, Coudroy, Vieilles-Maisons-sur-Joudry (liaison avec le GRP Gâtinais), Lorris, Montereau, Dampierre-en-Burly, Ouzouer-sur-Loire (liaison avec le GR3) |
| GR3C                                     | GR   | 120           | Sentier historique de la vallée des rois, GR3, GRP de Sologne | Gien (liaison avec le GR3), Poilly-lez-Gien, Saint-Gondon, Coullons, Argent-sur-Sauldre (Cher, liaison avec le GRP de Sologne), Cerdon, Isdes (liaison avec le GRP de Sologne), Vannes-sur-Cosson, Sennely (liaison avec le GRP de Sologne), Menestreau-en-Villette (liaison avec le GRP de Sologne), Vouzon (Loir-et-Cher), La Ferté-Saint-Aubin, Yvoy-le-Marron (Loir-et-Cher, liaison avec le GRP de Sologne), Ligny-le-Ribault, vers La Ferté-Saint-Cyr (Loir-et-Cher) |
| GR32-655 Est                             | GR   | 90            | GR3, GR1-GR32, GR3B                                           | Malesherbes, Buthiers (Seine-et-Marne, liaison avec le GR1-GR32), Augerville-la-Rivière, Boulancourt (Seine-et-Marne), Orville, Briarres-sur-Essonne, Ondreville-sur-Essonne, La Neuville-sur-Essonne, Estouy, Bondaroy, Pithiviers, Dadonville, Pithiviers-le-Vieil, Escrennes, Attray, Mareau-aux-Bois, Courcy-aux-Loges, Chilleurs-aux-Bois, Loury, Ingrannes (liaison avec le GR3B), Sully-la-Chapelle, Fay-aux-Loges, Donnery, Mardié, Chécy (liaison avec le GR3) |
| GR655 Est                                | GR   | 36            | Sentier historique de la vallée des rois                      | |
| GR13                                     | GR   | 80            |                                                               | |
| GR 132                                   | GR   | 30            |                                                               | |
| Sentier historique de la vallée des rois | GRP  | 150           | GR3, GR3C, GR655 Est                                          | depuis La Ferté-Saint-Cyr (Loir-et-Cher), Lailly-en-Val, Dry, Cléry-Saint-André (liaison vers GR3), Mézières-lez-Cléry, Saint-Hilaire-Saint-Mesmin, liaison par le GR655 Est vers Jargeau par Saint-Pryvé-Saint-Mesmin, Orléans, Saint-Jean-de-Braye, Combleux, Chécy, Mardié / Bou et Saint-Denis-de-l'Hôtel, Jargeau (antenne vers Sigloy, liaison vers GR3), Ouvrouer-les-Champs, Vienne-en-Val, Tigy, Neuvy-en-Sullias (1), Guilly, Neuvy-en-Sullias (2), Viglain, Sully-sur-Loire, Saint-Aignan-le-Jaillard (1), Lion-en-Sullias (1), Saint-Aignan-le-Jaillard (2), Saint-Florent, Lion-en-Sullias (2), Saint-Gondon |
| Gâtinais-Puisaye                         | GRP  | 82            |                                                               | |